# Teresa Noyola
Teresa Noyola Bayardo (Ciudad de México, 15 de abril de 1990) es una mediocampista de fútbol profesional mexicana-estadounidense. Juega en la selección nacional Mexicana. Ha jugado para Houston Dash, Football Club Kansas City y Seattle Reign Football Club de la Liga de fútbol profesional femenino en los Estados Unidos. En 2011, recibió el Trofeo Hermann.

## Biografía
Hija de Pedro Noyola y Barbara Bayardo, Teresa estuvo involucrada con el fútbol a edad temprana ya que su padre fue jugador. Se mudó con su familia a San Francisco, California. Estudió en Palo Alto High School, al finalizar ingresó a la Universidad Stanford, donde estudió Matemáticas y Ciencias Computacionales. Fue nombrada National Youth Club Player of the Year por la Asociación de Entrenadores de Fútbol Nacional de América, así como Becaria Atleta Nacional del Año.
Durante su estancia en Stanford fue nombrada por Pac-12 Becaria-Atleta del Año y Jugadora Ofensivo Excepcional de la Copa Universitaria.

## Carrera deportiva

### Club

#### ADO Den Haag, 2012-2013
Noyola firmó con ADO Den Haag para el 2012–2013. Ella jugó 15 veces, anotando tres veces

#### Seattle Reign y Kansas City, 2013
En 2013, una Reinado de Seattle FC tan parte del NWSL Asignación de Jugador para la estación inaugural de la liga de Fútbol de las Mujeres Nacionales. Noyola Puntuado su primer objetivo para el Reinado durante un partido contra el Espíritu de Washington el 16 de mayo de 2013. Después de una cruz sólida de Christine Nairn, Noyola encabezó él en entre dos defensores y pasados el portero de Espíritu. Noyola Hizo 11 aspectos para el Reinado con ocho inicios. Puntúe un objetivo y sirvió uno asiste antes de ser comerciado mid-condimentar a FC Ciudad de Kansas.
El 1 de julio de 2013, esté anunciado que Noyola había sido comerciado a FC Ciudad de Kansas para Renae Cuellar. Haga siete aspectos para el club durante la 2013 estación. Ciudad de Kansas acabó segundo durante la estación regular que adelanta al play off, aun así estuvieron eliminados en el partido de semifinal contra campeones eventuales Portland Thorns después de ser vencidos 3@–2 en overtime.

#### Pizca de Houston, 2014
En enero de 2014, Noyola estuvo destinado a Pizca de Houston de equipo de expansión para la 2014 estación vía cambios al NWSL Asignación de Jugador. Puntúe dos objetivos contra los Rompientes de Boston en abril 20 dirigiendo al equipo es primero ganar en la historia del equipo de expansión. Sea posteriormente nombrada NWSL Jugador de la Semana para semana 2 de la 2014 estación. La Pizca acabó su primera estación en último sitio con un 5@–3@–16 registro. Noyola Hizo diez aspectos para el club y puntuable tres objetivos. En enero de 2015, esté anunciado que Noyola no sería uniendo la Pizca para la 2015 estación.

### Internacional
Noyola Jugó para los Estados Unidos programas de equipo nacional de la edad de 14 a 20. Como adolescente joven, esté movida hasta U-16 equipo. En edad 17, empiece jugar para las mujeres de Estados Unidos nacionales debajo-20 equipo de fútbol. En 2010, en edad 20, una el equipo de fútbol nacional de las mujeres de México, y no será dejado para jugar otra vez para los Estados Unidos.